# ثلاثية الانتقام
ثلاثية الانتقام (복수 삼부작) سلسلة من ثلاثة أفلام من إخراج الكوري الجنوبي بارك تشان ووك، تتناول السلسلة مواضيع كـالانتقام والعنف والخلاص. الأفلام غير مرتبطة قصصياً لكنها تسمى ثلاثية من قبل النقاد حول العالم بسبب تشابهها بالمواضيع.

## الأفلام
- متعاطف مع السيد المنتقم (2002)
- الفتى العجوز (2003)
- سيدة الانتقام (2005)